# Zevener Volksbank
Die Zevener Volksbank eG war eine Genossenschaftsbank mit Sitz in Zeven. Die Zevener Volksbank eG lag im Zentrum des Landkreises Rotenburg (Wümme) und war in die Regionen Zeven und Sittensen eingeteilt. Im Jahr 2023 fusionierte die Bank mit der Volksbank eG Bremerhaven-Cuxland zur Volksbank im Elbe-Weser-Dreieck eG.

## Struktur
Die Bank verfügte neben der Hauptstelle in Zeven über weitere vier Filialen in Heeslingen, Selsingen, Sittensen und Tarmstedt.

## Geschichte und Fusionen
Volksbank in Selsingen
Am 6. Januar 1912 wurde die Spar- und Darlehnskasse in Selsingen gegründet, 1974 erfolgte die Umbenennung zur Volksbank Selsingen. Die Volksbank Sittensen und die Volksbank Selsingen fusionierten 1992 im 80. Geschäftsjahr und die Verschmelzung zur Zevener Volksbank eG wurde unterzeichnet. 
Volksbank in Heeslingen
Am 16. Februar 1881 wurde die Volksbank in Heeslingen unter dem Namen Vorschuß- und Sparverein für das Kirchspiel Heeslingen gegründet. Später wurde sie zur Spar- und Darlehnskasse Heeslingen, bis am 11. April 1978 die endgültige Verschmelzung mit Nartum beschlossen und sie zur Volksbank Heeslingen e" umbenannt wurde. 1998 erfolgte dann die Fusion mit Sittensen und Zeven zur Zevener Volksbank eG.
Volksbank in Sittensen
Mit der Eintragung am 26. Oktober 1937 war die Spar- und Darlehnskasse Sittensen geschäftsfähig. Am 21. Juni 1973 erfolgte die Umbenennung zur Volksbank Sittensen eG. Die Fusionen mit den benachbarten Volksbanken Zeven (1988), Selsingen (1992), Heeslingen (1998) und Rhade (2000) führten zur jetzigen Firmierung Zevener Volksbank eG. 
Volksbank in Nartum
1922 wurde die Spar- und Darlehnskasse in Nartum gegründet. 55 Jahre nach der Gründung wurde die Verschmelzung mit der Spar- und Darlehnskasse Heeslingen zur Volksbank Heeslingen eG beschlossen.
Volksbank in Zeven
Am 1. Dezember 1926 begann das erste Geschäftsjahr der Gewerbebank Zeven. Seitdem wurde sie über den Namen Volksbank Zeven durch die Fusionen mit Sittensen (1988), Heeslingen (1998) und Rhade (2000) zur Zevener Volksbank eG.